# Strada principale 17
La strada principale 17 è una strada principale della Svizzera. È un asse nord-sud e collega Leibstadt ad Altdorf tra i cantoni Argovia, Zurigo, San Gallo, Glarona e Uri.